# 변경복 효자비
변경복 효자비는 충청북도 청주시 청원구에 있다. 2015년 4월 17일 청주시의 향토유적 제107호로 지정되었다.

## 개요
초계변씨가 비상리에 세거한 사실을 증명하는 자료이다.